# Rue Budé
Rue Budé je ulice na ostrově sv. Ludvíka v Paříži.

## Poloha
Ulice spojuje Quai d'Orléans a Rue Saint-Louis-en-l'Île a vede z jihu na sever.

## Historie
Ulice vznikla při výstavbě na ostrově kolem roku 1630. Nejprve se nazývala Rue Guillaume podle jednoho ze stavebních investorů na ostrově. Dekretem z 27. února 1867 byla ulice přejmenována na Rue Budé podle francouzského filologa a královského knihovníka Guillauma Budého (1467–1540), který v roce 1522 zastával úřad prévôta.